# Frenologi

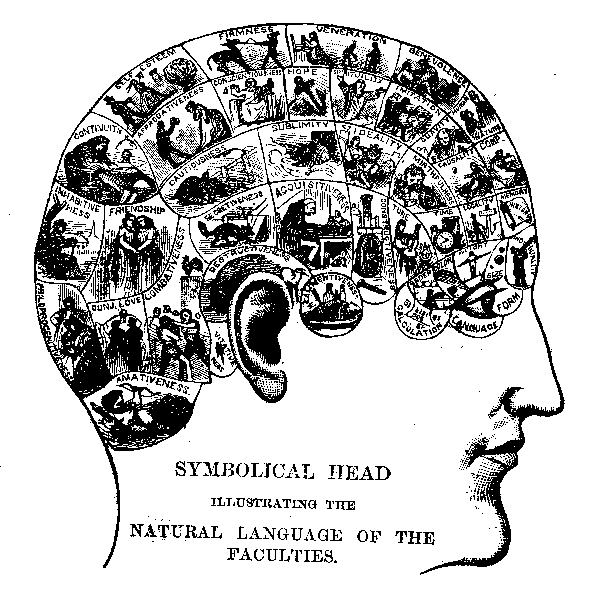
Frenologikarta från 1800-talet.

Frenologi (av grekiska φρήν, frēn, "sinne", "själsförmögenheter", och λόγος, lógos, "lära") är läran att mentala förmågor, begär och läggningar är lokaliserade till s.k. organ i hjärnan. Storlek och relation mellan organen antogs gå att utläsa på kraniets utsida, därmed kunde personens "inre" gå att avgöra. Frenologin uppkom vid sekelskiftet 1800 och gjorde då anspråk på att vara en vetenskap, men kom redan under 1800-talets första hälft att kritiseras och var allmänt betraktad som pseudovetenskap mot slutet av århundradet.

## Historik
I slutet av 1700-talet uppträdde Franz Joseph Gall med läran att olika "själsförmögenheter" och själsegenskaper är lokaliserade till olika delar av hjärnans yta. Ju mer utpräglad en dylik egenskap är, desto mer utvecklat är det motsvarande hjärnområdet, vilket åter ger sig till känna genom en motsvarande upphöjning på skallens yttre yta. Av skallens yttre form skulle man således kunna sluta sig till personens karaktär. 
Gall kallade sin lära kranioskopi. Hans vän och medhjälpare Johann Spurzheim införde namnet frenologi. Läran utbreddes av hängivna lärjungar, men mötte även motstånd. Vad som i synnerhet stötte den tidens tänkande människor var Galls uppdelning av själen i ett antal "förmögenheter" eller "sinnen" som fortplantning, vänskap, moral, list, färguppfattning, metafysik, skaldskap, godmodighet, gudsfruktan och så vidare - totalt 27 olika egenskaper. Spurzheim lade senare till 8 nya och senare efterföljare utökade listan ytterligare.

## Lokalisering och kritik
Ett bra exempel på hur en viss egenskap lokaliserades är att som skolyngling tyckte sig Gall ha märkt, att de kamrater, som utmärkte sig för gott ordminne, hade utstående ögon, varför han placerade denna egenskap till den del av hjärnan, som ligger ovan och bakom ögonhålorna. Denna del av frenologin kan dock lätt motbevisas genom att betrakta en genomsågad skalle.
Man kommer då att finna att upphöjningar på yttre ytan inte motsvaras av fördjupningar på insidan, som möjligen kunde lämna plats för särskilt utvecklade hjärnpartier. Det tycks dock vara just läran om "geniknölarna" som segast hållit sig kvar hos allmänheten, långt sedan frenologin inom vetenskapen förlorat all betydelse.

## Betydelse för forskning
Frenologin har haft betydelse för hjärnfysiologins utveckling, då Galls lära bland annat riktade forskarnas uppmärksamhet på hjärnan, som blev föremål för experimentella undersökningar. Särskilt bekanta är de arbeten, som Galls motståndare Pierre Flourens utförde. Gall var visserligen ej den förste som uttalade idén om hjärnan och särskilt hjärnbarken såsom centrum för själsverksamheten, men han hör dock till dem som mest energiskt framfört denna åsikt.
Galls idé att indela hjärnan i områden motsvarande vissa egenskaper var visserligen helt tagen ur luften, men påminner ändå om den moderna synen på hjärnan med dess olika centra för olika sinnen.
Frenologin är till sin natur en materialistisk teori. Det betyder att läran reducerar själen till en funktion av hjärnan, därmed bryter frenologin med de vid tiden utbredda religiösa föreställningarna om en själ. Detta var något som frenologin kritiserades för. Samtida forskare har pekat på att frenologin, likt Darwins evolutionsteori, var en bidragande orsak till sekulariseringsprocessen.

## Anhängare
Under 1800-talet hade frenologin många anhängare. Britten George Combe spred den med skrifter och med föreläsningsturnéer i Storbritannien, Tyskland och Nordamerika. En svensk anhängare var Gustaf Magnus Schwartz. Den berömde polarforskaren och ballongfararen S. A. Andrée bekände sig till frenologin och konstruerade 1876 ett frenologiskt mätverktyg som sedan 1942 är en del av Tekniska museets samlingar. En sen anhängare av frenologin i Sverige var Sten Frödin, som från 1907 och under några decennier framåt reste omkring och praktiserade läran, även periodvis i Danmark och Norge, samt utgav broschyrerna Frenologi (1912) och Fysionomi (1916).

## Skrifter
Galls lära finns utvecklad i följande huvudskrifter: 
- Gall och Spurzheim: 
  - Recherches sur le systéme nerveux en general, et sur celui du cerveau en particulier (1809) och
  - Sur l'origine des qualités morales et des facultés intellectuelles de l'homme et sur les conditions de leur manifestation (1825),
- Spurzheim: 
  - Phrenology or the Doctrine of the Mind and of the Relations Between its Manifestations and the Body (tredje upplagan 1825) och
  - Phrenology in Connexion with the Study of Physiognomy (1826),
- George Combe: System of phrenology (1824, femte upplagan 1853; "Frenologisk vägvisare"),
- J. Vimont: Traité de la phrénologie humaine et comparée (1832-36) m. fl.

Frenologin har naturligtvis haft en mängd vedersakare, bland vilka i Sverige den viktigaste torde vara Anders Retzius ("Phrenologien, bedömd från anatomisk-etnologisk ståndpunkt", i "Skandinaviska naturf.-mötets förhandl.", 1847).

## Källhänvisningar
1. ↑  Wasniowski, Andreaz (2018). "Vetenskaplig rasism: Föreställningar om vetenskaplighet runt sekelskiftet 1900", T. Hübinette & A. Wasniowski (red.). Studier om rasism: Tvärvetenskapliga perspektiv på ras, vithet och diskriminering. Malmö: Arx Förlag.
2. 1 2  Wasniowski (2018), s. 100.
3. ↑  Du Rietz, Peter (2005). 35 mer eller mindre märkliga föremål i Tekniska museets samlingar. Tekniska museet. sid. 5. ISBN 91-7616-037-8

- Frenologi i Nordisk familjebok (andra upplagan, 1908)